# Sajanella
Sajanella es un género monotípico de planta herbácea perteneciente a la familia Apiaceae. Su única especie: Sajanella monstrosa es originaria de Rusia.

## Taxonomía
Sajanella monstrosa fue descrita por Jiří Soják y publicado en Časopis Národního Muzea v Praze, Řada Prírodovĕdná 148: 209. 1980.